# Inwazja na Rosję (1812)
Inwazja na Rosję (1812) lub wojna 1812 roku – wojna I Cesarstwa Francuskiego i jego sojuszników z Imperium Rosyjskim trwająca od 24 czerwca do 25 grudnia 1812 roku. Celem inwazji Napoleona na Rosję było utrzymanie blokady kontynentalnej Wielkiej Brytanii, lecz wojna znacznie przyczyniła się do losu wojen napoleońskich i przyszłej klęski Wielkiej Armii. Oficjalnie została nazwana przez Napoleona drugą wojną polską (fr. la seconde guerre de la Pologne). W historiografii francuskiej znana jako kampania rosyjska (fr. campagne de Russie), a w rosyjskiej jako wojna ojczyźniana 1812 roku (ros. oтечественная война 1812 года).

## Podłoże konfliktu

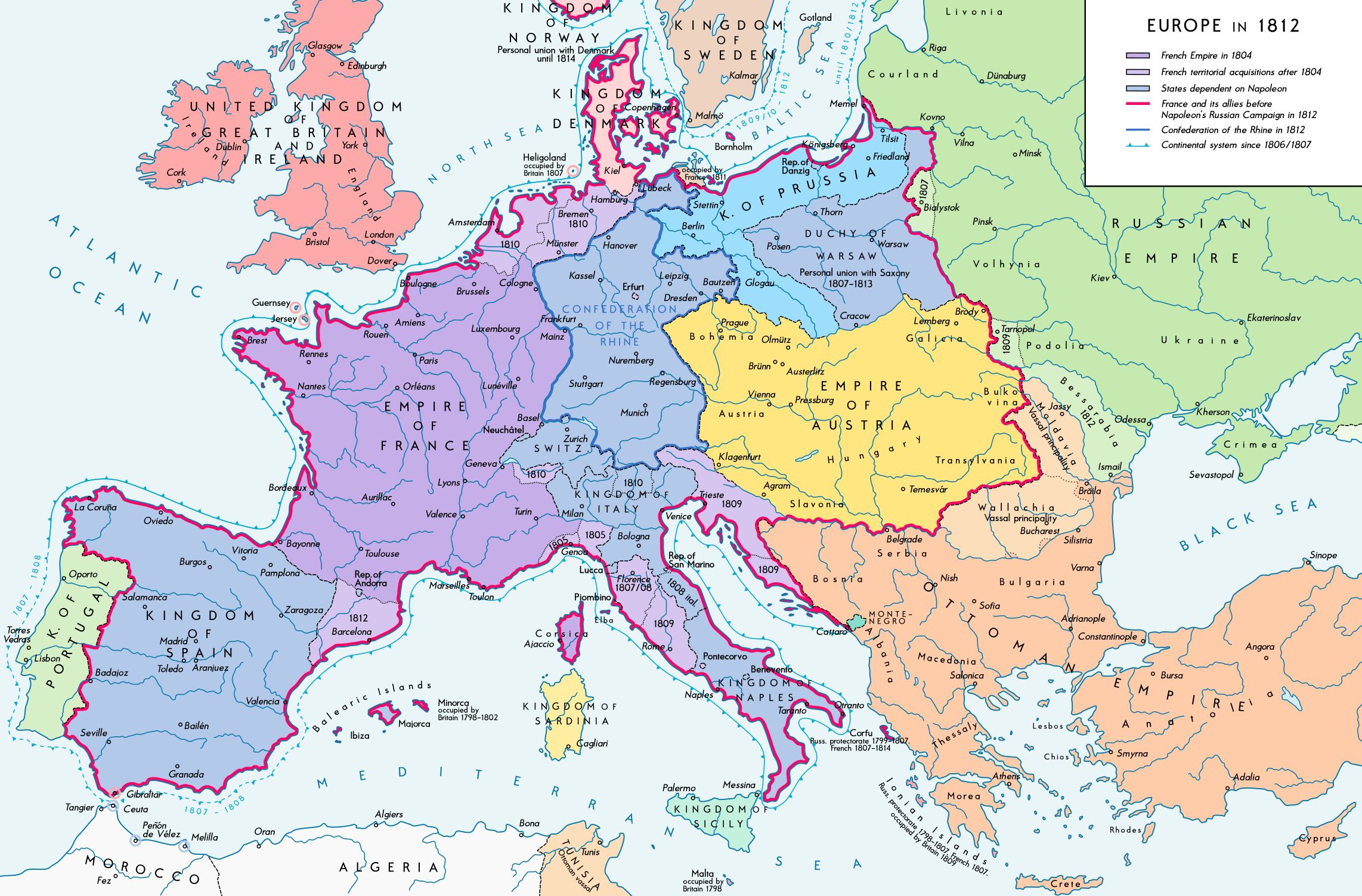
Europa w przededniu wojny 1812 roku

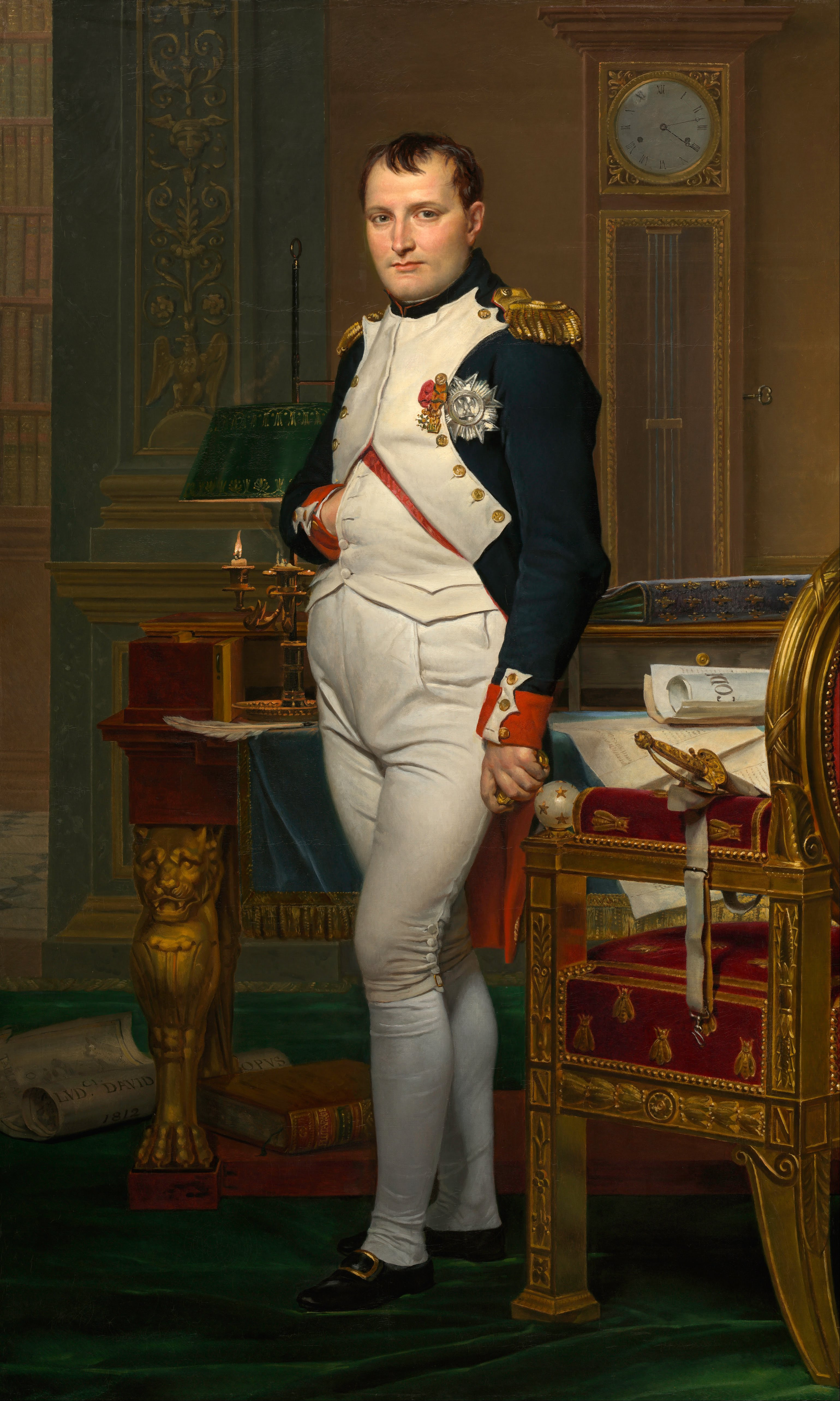
Cesarz Napoleon Bonaparte w 1812 roku

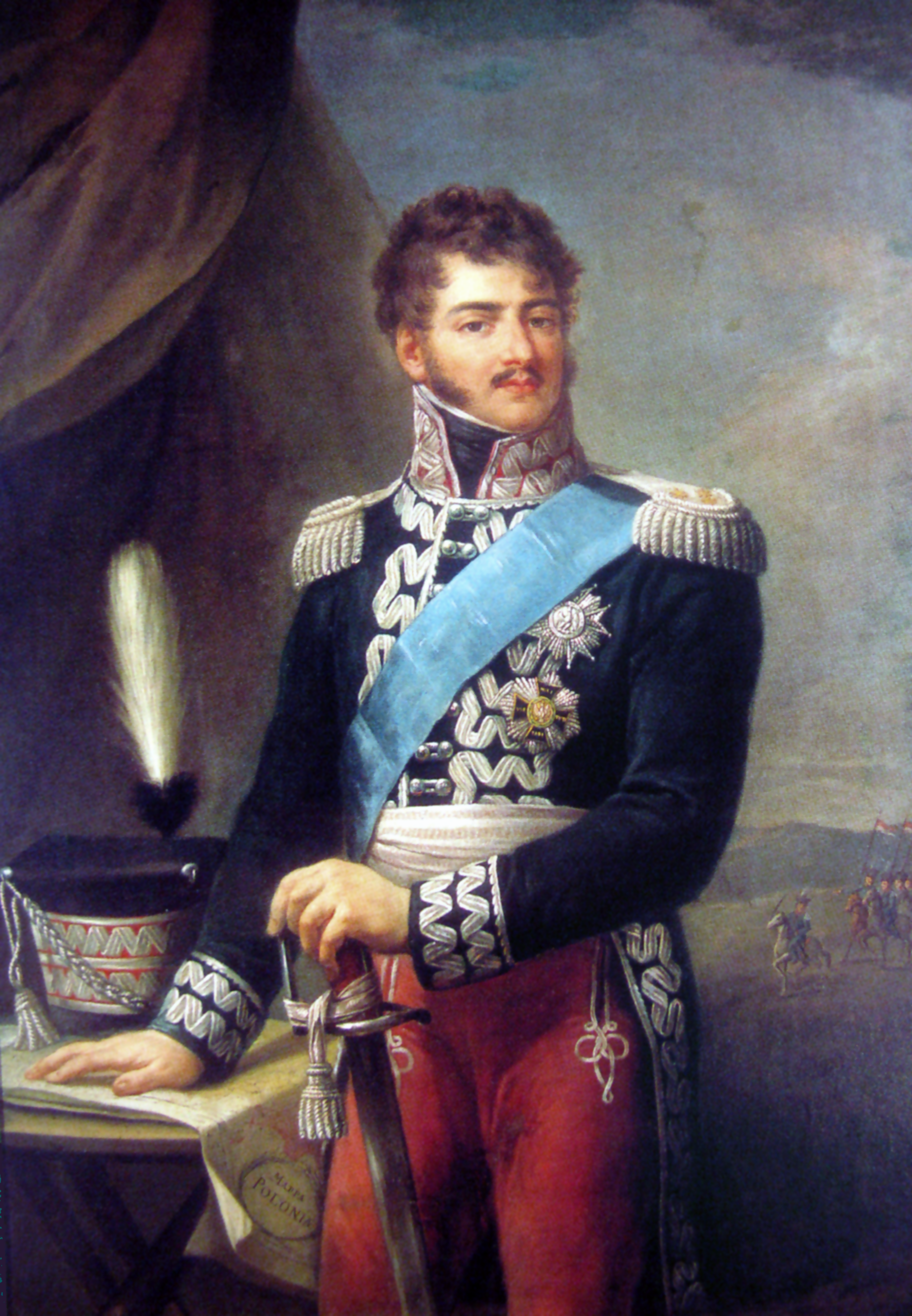
Książę Józef Poniatowski, naczelny wódz wojsk polskich w 1812 roku

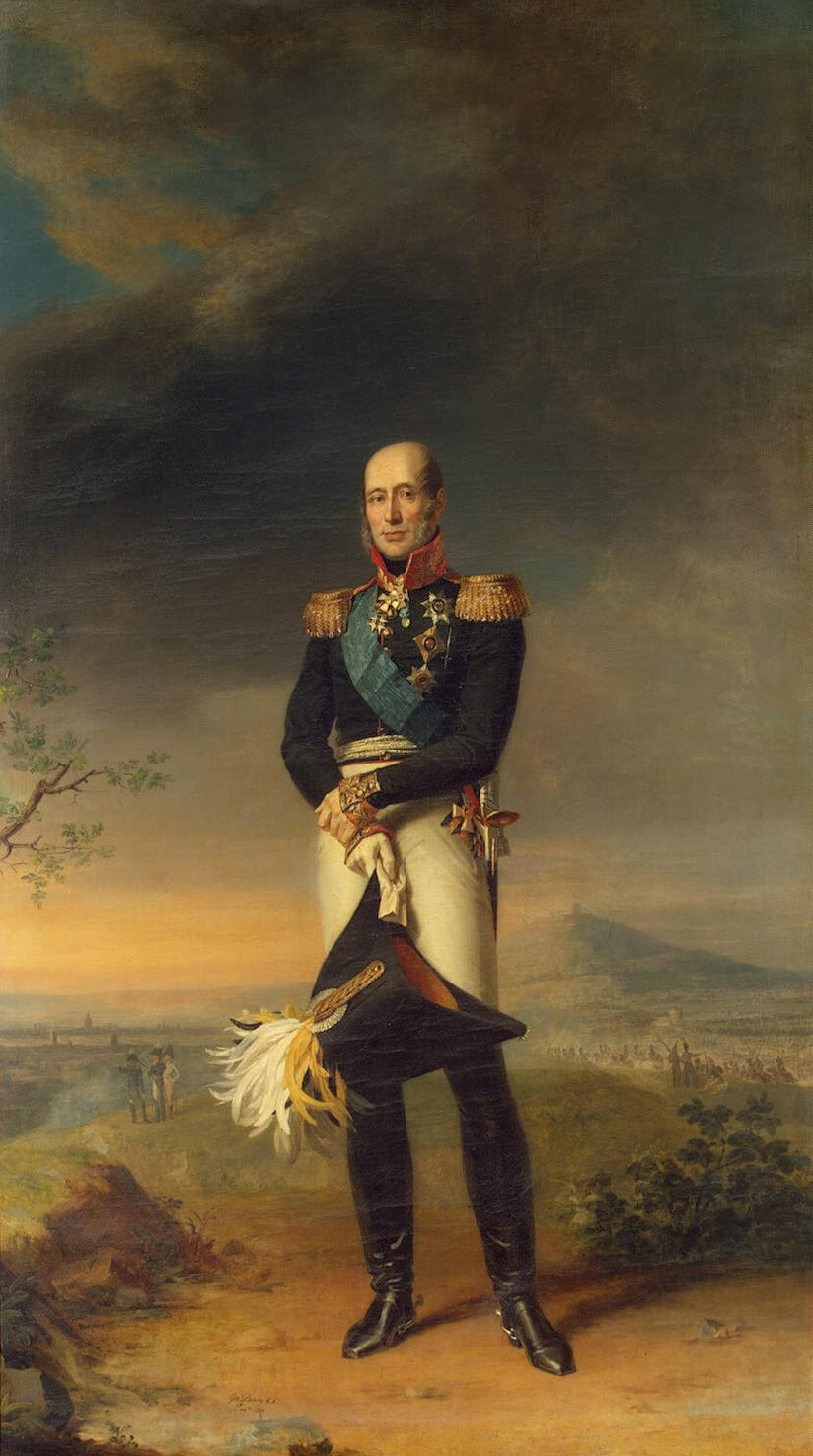
Michaił Barclay de Tolly, minister wojny i dowódca I Armii Imperium Rosyjskiego w 1812 roku

W 1812 roku Francja niepodzielnie panowała w zachodniej i środkowej Europie, ale wojna z Wielką Brytanią – szczególnie na Półwyspie Iberyjskim – trwała nadal. Najistotniejszym jej elementem była blokada wysp brytyjskich. Miała ona negatywne reperkusje dla wielu innych państw, również Rosji, rujnując jej handel zagraniczny. Cesarz Imperium Rosyjskiego Aleksander nie był też zadowolony z dominacji Cesarza Francuzów Napoleona I w Europie. Gdy latem 1810 roku Jean Baptiste Bernadotte, jeden z marszałków napoleońskich, zasiadł na tronie Szwecji, znajdującej się w strefie wpływów Rosji, Aleksander I kazał otworzyć porty rosyjskie dla statków neutralnych, w tym przewożących towary brytyjskie. W grudniu 1810 roku Rosja wystąpiła z systemu blokady kontynentalnej i nawiązała kontakty z opozycją antyfrancuską w państwach niemieckich. Sztab rosyjski opracował plan wojny ofensywnej. Na początku 1811 roku przedstawiono cesarzowi Aleksandrowi plan ataku na Gdańsk i Warszawę.
Napoleon I uważając, że wygrać z Wielką Brytanią może tylko na drodze jej blokady, powziął wówczas zamiar pobicia Rosji i zmuszenia jej do respektowania zobowiązań podjętych w Tylży. Zgromadził na terenach Prus Wschodnich i Księstwa Warszawskiego wielonarodową armię liczącą prawie 600 tys. żołnierzy (m.in. 300 tys. Francuzów, Włochów i Belgów, 180 tys. Niemców, 90 tys. Polaków) i 24 czerwca przekroczył z nią rzekę Niemen, rozpoczynając kampanię wojenną, którą nazwał „drugą wojną polską”.
W odezwie do armii, wydanej 22 czerwca 1812 roku w swojej głównej siedzibie w Wyłkowyszkach, cesarz wyjaśnił motywy podjęcia działań militarnych:

Żołnierze,
Rozpoczęła się druga wojna polska. Pierwsza skończyła się we Frydlandzie i Tylży. W Tylży Rosja zaprzysięgła Francji wieczny sojusz i wojnę Anglii. Dziś gwałci swe przysięgi. Nie dała nam żadnego wytłumaczenia swego dziwnego zachowania, tak, że orły francuskie, polegając na zachowaniu tajemnicy przez naszych sprzymierzeńców, zmuszone zostały do przekroczenia Renu.
Rosją targa fatum, jej przeznaczenia powinny się wypełnić. Czy uważa ona nas za degeneratów? Czyż nie jesteśmy bardziej żołnierzami spod Austerlitz? Postawiła nas pomiędzy hańbą a wojną: wybór nie powinien budzić wątpliwości, maszerujmy więc – naprzód!
Przeszliśmy Niemen, przenosząc wojnę na jej terytorium. Druga wojna polska, tak jak pierwsza będzie chwalebna dla wojsk francuskich. Traktat pokojowy, który podpiszemy, zagwarantuje nam, że położy kres temu zarozumiałemu wpływowi, jaki Rosja od pięćdziesięciu lat wywiera na bieg spraw europejskich.

28 czerwca 1812 roku Sejm Księstwa Warszawskiego zawiązał Konfederację Generalną Królestwa Polskiego, która ogłosiła wskrzeszenie państwa polskiego i przyłączenie do niego prowincji zabranych.
W rozmowie na początku kampanii 1812 roku Napoleon I wyjawił cele tej wojny:

Jestem tu, aby raz na zawsze skończyć z tym barbarzyńskim kolosem Północy. Szpada została już dobyta. Trzeba ich zapędzić jak najdalej w ich lody, aby przez najbliższe 25 lat nie byli w stanie mieszać się w sprawy cywilizowanej Europy. Nawet za czasów Katarzyny Rosjanie prawie nie odgrywali żadnej roli w życiu politycznym Europy. Z cywilizacją zetknęli się dopiero przez rozbiór Polski. Nadszedł więc teraz czas, aby Polacy pokazali im, gdzie ich miejsce...
Bezpowrotnie minęły czasy, kiedy Katarzyna dzieliła Polskę, chwiejny Ludwik XV drżał ze strachu w Wersalu, a caryca zachowywała się tak, że wychwalały ją wszystkie paryskie plotkary. Po spotkaniu w Erfurcie Aleksander zrobił się zbyt zarozumiały, a już zdobycie Finlandii zupełnie przewróciło mu w głowie. Jeżeli potrzebne mu są zwycięstwa, to niech się wyprawi na Persów, ale nie miesza się w sprawy Europy. Cywilizacja odrzuca tych dzikusów z Północy. Europa obejdzie się bez nich.

## Ordre de Bataillewalczących stron
Wielka Armia
- Lewe skrzydło
  - X Korpus, dow. marsz. Etienne Jacques Joseph Alexandre Macdonald (32 tys. Polaków, Bawarczyków, Prusaków i Westfalczyków)[7]
- Centrum (pod osobistym dowództwem cesarza)
  - Gwardia Cesarska, dow. marsz. François Joseph Lefebvre (Stara Gwardia), gen. Édouard Mortier (Młoda Gwardia) i marsz. Jean-Baptiste Bessières (kawaleria Gwardii)
  - I Korpus, dow. marsz. Louis Nicolas Davout (72 tys. Francuzów, Hiszpanów, Badeńczyków i Meklemburczyków)[7]
  - II Korpus, dow. marsz. Nicolas Charles Oudinot (37 tys. Francuzów, Szwajcarów, Chorwatów i Portugalczyków)[7]
  - III Korpus, dow. marsz. Michel Ney (39 tys. Francuzów, Wirtemberczyków, Portugalczyków i Iliryjczyów)[7]
    - I Rezerwowy Korpus Kawalerii, dow. gen. Étienne Marie Antoine Champion de Nansouty (12 tys. Francuzów, Polaków i Prusaków)[7]
    - II Rezerwowy Korpus Kawalerii, dow. gen. Louis Pierre Montbrun (10 tys. Francuzów, Polaków, Prusaków I Wirtemberczyków)[7]
- Armia Italii (pod dowództwem ks. Eugeniusza de Beauharnais)
  - IV Korpus, dow. jw. (46 tys. Francuzów, Włochów, Chorwatów i Portugalczyków)[7]
  - VI Korpus, dow. marsz. Laurent de Gouvion Saint-Cyr (25 tys. Bawarczyków)[7]
    - III Rezerwowy Korpus Kawalerii, dow. gen. Emmanuel de Grouchy (10 tys. Francuzów, Bawarczyków i Sasów)[7]
- Armia wsparcia (pod dow. Hieronima, króla Westfalii)
  - V Korpus, dow. ks. Józef Poniatowski (36 tys. Polaków)[7]
  - VII Korpus, dow. gen. Jean-Louis-Ébénézer Reynier (17 tys. Sasów)[7]
  - VIII Korpus, dow. król Hieronim i gen. Dominique Vandamme (18 tys. Hesyjczyków i Westfalczyków)[7]
    - IV Rezerwowy Korpus Kawalerii, dow. gen. Marie Victor Nicolas de Fay de La Tour Maubourg (8 tys. Polaków, Sasów i Westfalczyków)[7]
- Prawe skrzydło
  - Korpus Austriacki, dow. ks. Karl Philipp Schwarzenberg (34 tys. Austriaków)[7]
- Rezerwa trzeciej i czwartej linii
  - IX Korpus, dow. marsz. Claude-Victor Perrin (34 tys. Francuzów, Polaków, Bergijczyków i Badeńczyków)[7]
  - XI Korpus, dow. marsz. Pierre Augereau (50 tys. Francuzów, Niemców i Neapolitańczyków)[7]

W sumie 600 tys. żołnierzy i 1,3 tys. dział.
Armia Imperium Rosyjskiego
- I Armia Zachodu pod dow. gen. piech. Michaiła Barclaya de Tolly
  - I Korpus Piechoty, dow. gen. Piotr Wittgenstein
  - II Korpus Piechoty, dow. gen. Karl Baggovut
  - III Korpus Piechoty, dow. gen. Nikołaj Tuczkow
  - IV Korpus Piechoty, dow. gen. ks. Paweł Szuwałow
  - V Rezerwowy (gwardyjski) Korpus dow. Wielki Książę Konstanty Pawłowicz Romanow
  - VI Korpus Piechoty, dow. gen. Dmitrij Dochturow
  - I Korpus Kawalerii, dow. gen. Fiodor Uwarow
  - II Korpus Kawalerii, dow. gen. Fiodor Korf
  - III Korpus Kawalerii, dow. gen. Piotr Pahlen
  - Korpus Kozaków, dow. gen. Matwiej Płatow
- II Armia Zachodu pod dow. gen. piech. ks. Piotra Bagrationa
  - VII Korpus Piechoty, dow. gen. Nikołaj Rajewski
  - VIII Korpus Piechoty, dow. gen. Michaił Borozdin
  - IV Korpus Kawalerii, dow. gen. Karl Sivers
- III Armia (rezerwowa) Obserwacyjna pod dow. gen. Aleksandra Tormasowa
  - Korpus Piechoty Kamienskiego
  - Korpus Piechoty Markowa
  - Korpus Piechoty Osten-Sackena
  - Korpus Kawalerii Lamberta

Razem 300 tys. żołnierzy i 900 dział oraz:
- Korpus Finlandii Steingella (w akcji od sierpnia)
- Korpus Dunaju Cziczagowa (w akcji od listopada)

+ nieznane co do wielkości siły na Krymie i na Kaukazie. W sumie ponad 650 tys. żołnierzy.

## Przebieg zmagań

Animowana mapa inwazji napoleońskiej na Rosję

### Manewr na Wilno

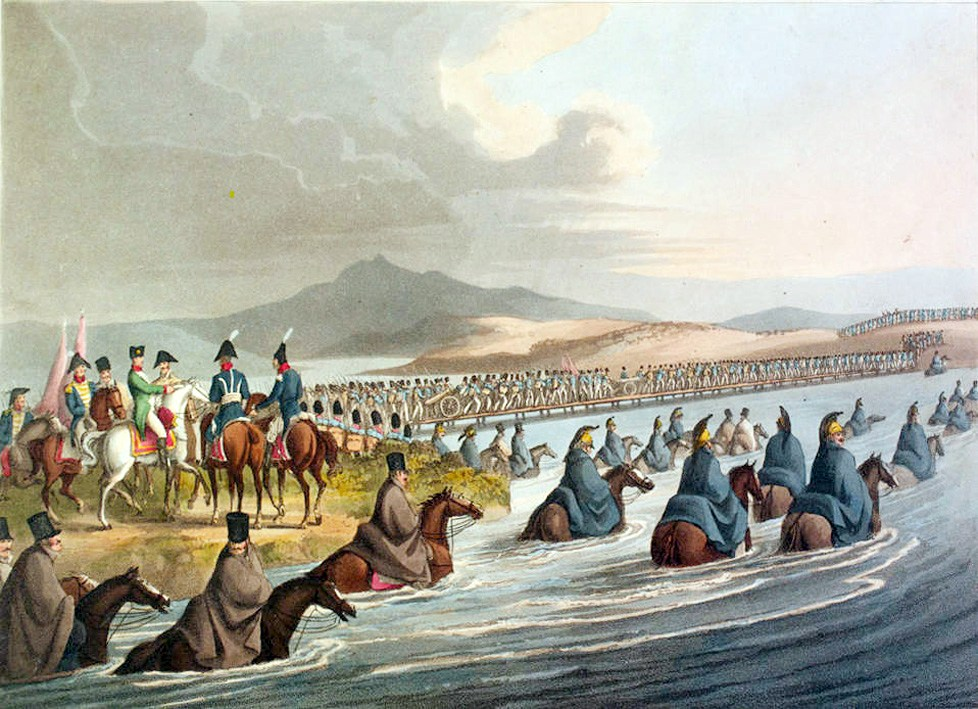
Wielka Armia przekracza Niemen, John Heaviside Clark

Wieczorem 23 czerwca 1812 roku, około godziny 22, pierwsze korpusy – kawaleryjski marszałka Joachma Murata oraz korpusy marszałków Davouta i Neya przekroczyły Niemen. Rosjanie opuścili Wilno 28 czerwca 1812 roku. Napoleon I spróbował rozdzielić dwa rosyjskie korpusy Bagrationa i Barclaya de Tolly'ego, które w pierwszej fazie wojny znajdując się w nieustannym odwrocie uchodziły prawie bez strat, unikając rozstrzygnięć militarnych.
W początkowym okresie wojny doszło do nieporozumienia w gronie dowodzących generałów rosyjskich. Podczas gdy większość z nich dążyła do bezpośredniego starcia z wojskami napoleońskimi z zamiarem pokonania ich w walnej bitwie na granicach państwa, część uważała, że najlepszym rozwiązaniem będzie tzw. „taktyka scytyjska”, w okresie późniejszym znana jako „taktyka spalonej ziemi”. Ostatecznie cesarz Aleksander zmienił dowództwo wojska rosyjskiego mianując Michaiła Kutuzowa naczelnym wodzem. Wojna z Napoleonem stała się wojną na wyniszczenie. 1 lipca 1812 r. Napoleon odrzucił propozycję negocjacji przesłaną przez Aleksandra.

### Manewr na Witebsk

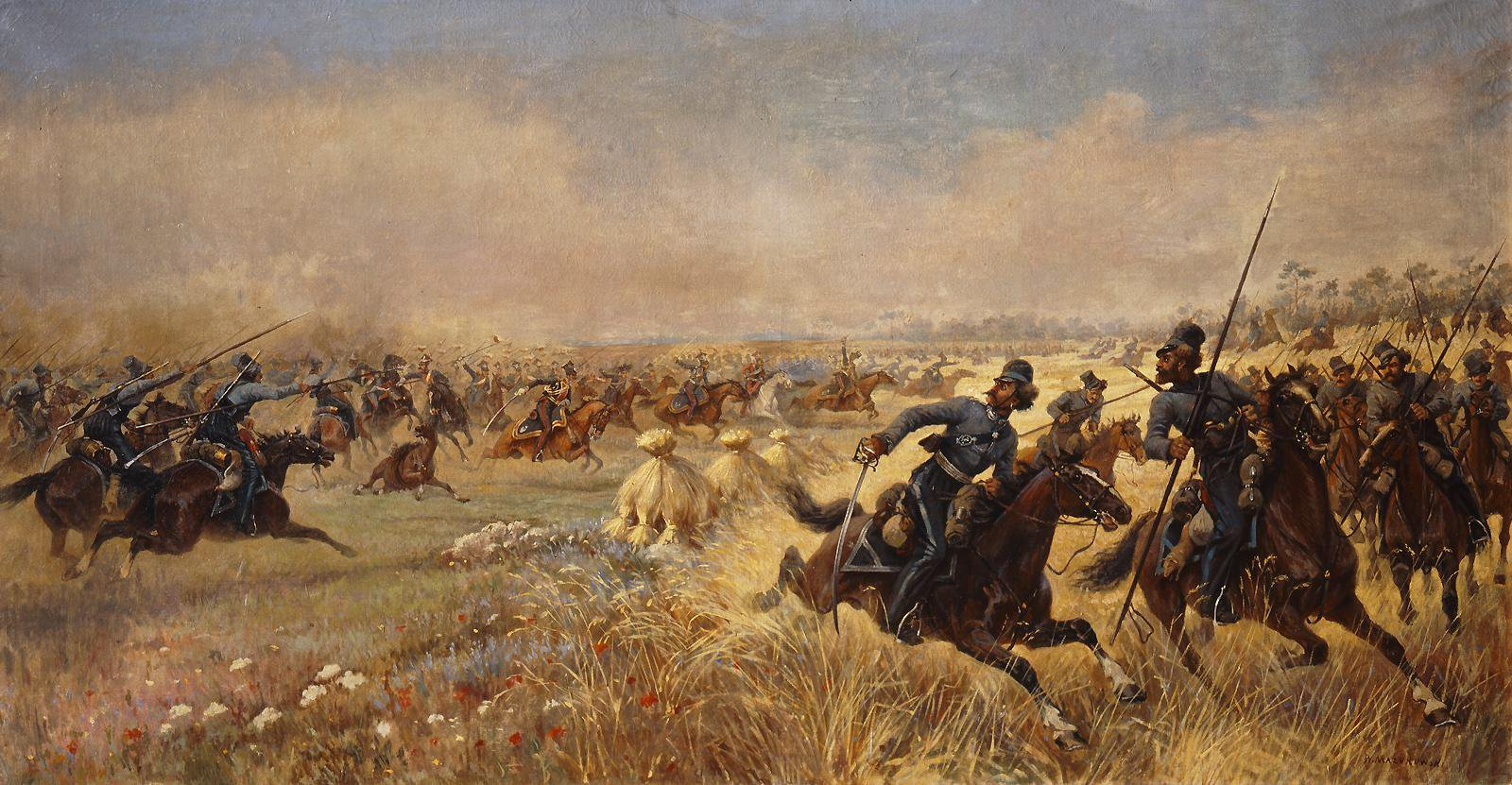
Bitwa pod Mirem 10 lipca 1812 r., Wiktor Mazurowski

Napoleon działał równolegle na dwóch różnych kierunkach, starając się nie dopuścić do połączenia dwóch rosyjskich armii. Korpusy marszałków Murata, Oudinota i Neya ścigały Armię Barclaya de Tolly'ego, wycofującą się w kierunku na Orszę i Borysów, a dalej na Witebsk. Cesarz Napoleon z głównymi siłami skierował się w kierunku warownego obozu nad Dryssą, odcinając szlaki komunikacyjne na Petersburg. 16 lipca pod Romanowem brygada kawalerii Latour-Mabourga uległa kozakom Płatowa. 24 lipca Płatow przekroczył Dniepr. Davout starł się z ariergardą Bagrationa dowodzoną przez Rajewskiego, spychając go na wschód i odsuwając w czasie połączenie z armią Barclaya de Tolly'ego. 27 lipca de Tolly opóźnił wejście Napoleona do Witebska, umożliwiając ewakuację miasta. Rosyjskie armie – I Barclaya de Tolly'ego i II Piotra Bagrationa dotarły do Smoleńska odpowiednio 31 lipca i 3 sierpnia.

### Manewr na Smoleńsk

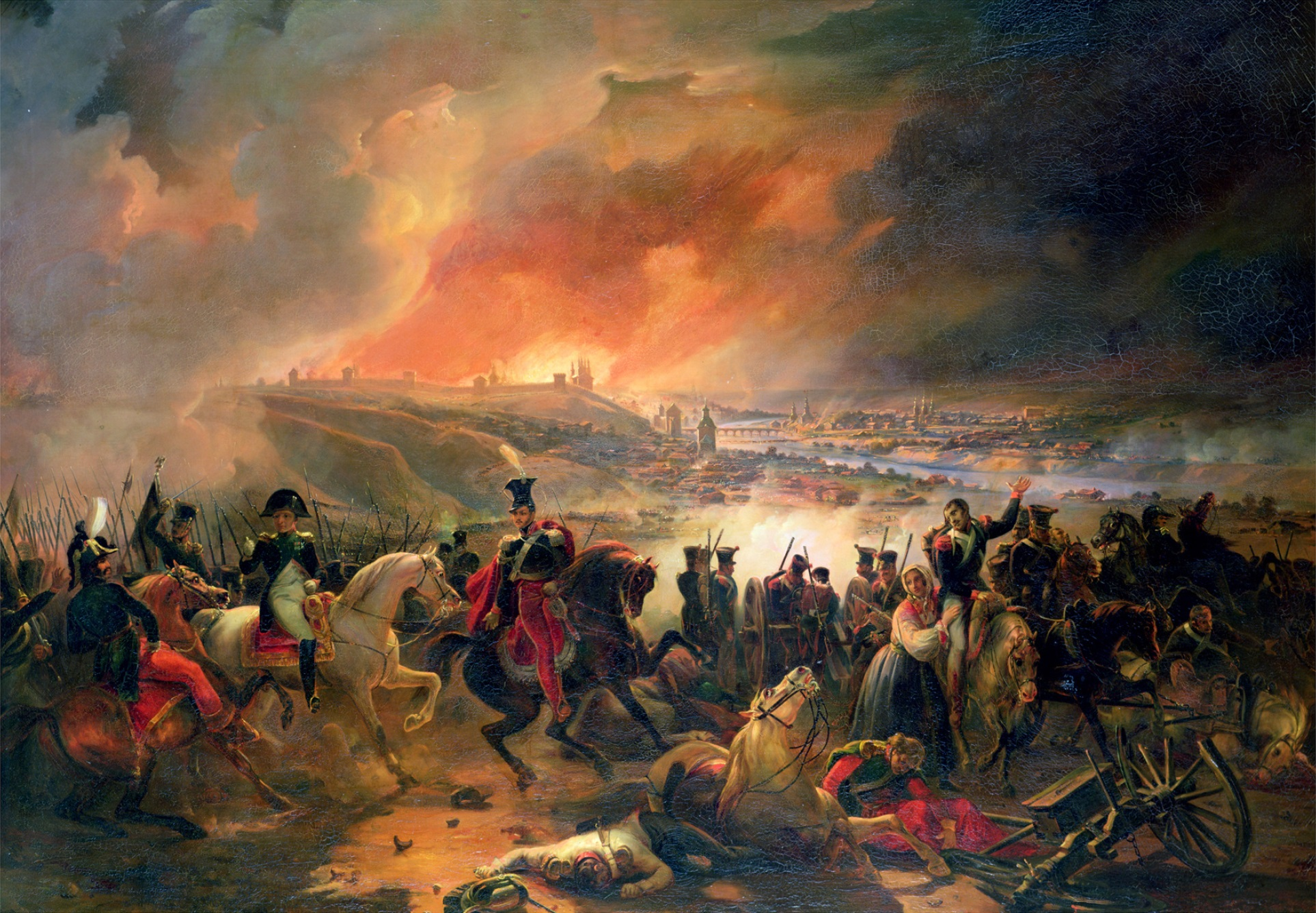
Bitwa pod Smoleńskiem 17 sierpnia 1812 r., Jean-Charles Langlois. Uwiecznieni na obrazie zostali Napoleon Bonaparte i książę Józef Poniatowski

7 sierpnia 1812 roku w Witebsku władca francuski nakazał reorganizację sił. Rosjanie zaś przygotowywali się w trzech kolumnach na przyjęcie Francuzów przed Smoleńskiem (lewe skrzydło Tuczkow, centrum Dochturow, prawe Bagration). 8 sierpnia generałowie Dochturow i Pahlen zaskoczyli Sebastianiego pod Inkowem. Nastąpiła koncentracja Wielkiej Armii – siły francuskie wynosiły 156 tysięcy żołnierzy. 14 sierpnia Murat posuwał się na Krasnoje, walcząc z piechotą Niewierowskiego. Rosjanie stracili 1500 żołnierzy, Francuzi ok. 500. 17 sierpnia miały miejsce walki na przedmieściach Smoleńska. 18 sierpnia nastąpił odwrót Rosjan, na miejscu pozostały oddziały ariergardy. 19 sierpnia została stoczona bitwa pod Górą Walutyną, po której Wielka Armia weszła do Smoleńska. Po przegranej pod Smoleńskiem Rosjanie zastosowali „taktykę spalonej ziemi” – wycofywali się, unikając decydujących bitew, niszcząc za sobą infrastrukturę i wciągając przeciwnika w głąb Rosji.

### Manewr na Borodino
Francuzi wyruszyli ze Smoleńska w trzech kolumnach o łącznej sile 124 tys. żołnierzy piechoty, 32 tys. kawalerii i 587 armat. 26 sierpnia Bagration założył kwaterę główną w Wiaźmie. 29 sierpnia Kutuzow wizytował oddziały, podnosząc morale żołnierzy; Miłoradowicz wzmocnił siły rosyjskie milicją z Moskwy w sile 15,5 tys. ludzi. 4 września odbyło się starcie awangardy kawalerii Murata z ariergardą Konownicyna. Dopiero na przedpolach Moskwy, pod Możajskiem, a w zasadzie pod wsią Borodino, w dniach 5–7 września doszło do wielkiej bitwy. Wzięło w niej udział 250 tys. żołnierzy, zginęło 80 tys. Bitwa została wygrana przez Francuzów, ale nie przyniosła spodziewanego przez Napoleona rozstrzygnięcia. 10 września nastąpiło starcie z rosyjską strażą tylną pod Krimskoje, a 11-go pod Możajskiem. 14 września Napoleon Bonaparte wkroczył do Moskwy.

### Oczekiwanie w Moskwie

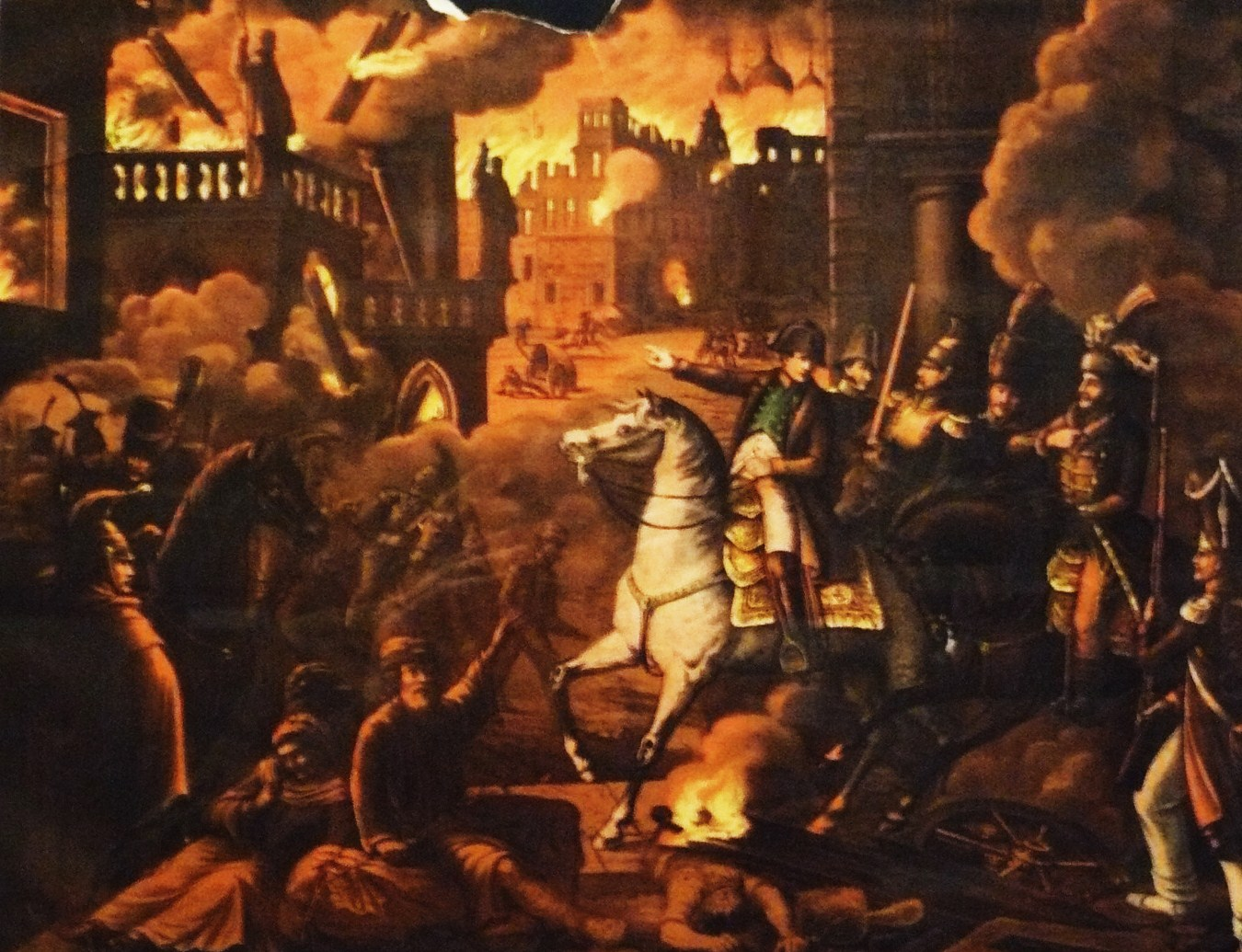
Napoleon pod Moskwą ze zbiorów Muzeum w Sierakowie

Powrót Napoleona z Moskwy, Adolph Northen

Dowodzący wojskami rosyjskimi książę marszałek Michaił Kutuzow wycofał je, oddając w połowie września ćwierćmilionową Moskwę, po wcześniejszej ewakuacji mieszkańców i wywiezieniu wszelkich zapasów żywności. Napoleon słał do Imperatora Rosji propozycje honorowego zakończenia wojny, lecz po miesiącu bezowocnych oczekiwań na odpowiedź zarządził 18 października odwrót Wielkiej Armii.

### Odwrót na Smoleńsk
Jej marsz przez bezkresne przestrzenie, wśród ostrych mrozów, bez kwater, przy niedostatku żywności i nieustannej wojnie podjazdowej prowadzonej przez partyzantów oraz oddziały kozackie, zamienił się w pogrom. Ubytek wielu żołnierzy obniżał wolę walki, nikło morale w słabnących oddziałach, a rozkład dyscypliny sprawiał, że znaczna część wojska stała się bezładną masą maruderów. Jednostki odwodowe również poddawały się rozprzężeniu, tracąc walory bojowe. 18 października Joachim Murat z 25 tys. żołnierzy walczył z Bennigsenem, tracąc 2 tys. zabitych, 1,5 tys. wziętych do niewoli i 38 dział. 19 października czoło kolumny osiągnęło Watutinkę, a ostatnie oddziały opuściły Moskwę. Wyruszyło 108 tysięcy żołnierzy i 569 dział. 24 października 1812 roku rozegrała się bitwa pod Małojarosławcem, decydująca dla dalszych losów odwrotu. Straty rosyjskie wyniosły 8 tys. ludzi, Wielkiej Armii – 6 tysięcy. Mimo zdobycia miasta przez Francuzów (po ośmiokrotnych atakach) Napoleon I skierował Wielką Armię na trakt smoleński, a nie w kierunku pozbawionych lasów terenów południowych. 31 października miała miejsce bitwa pod Czaśnikami. 3 listopada – bitwa pod Wiaźmą, 6 listopada – bitwa pod Dorohobużem. 9 listopada Wielka Armia dotarła do Smoleńska, gdzie znajdowały się jej magazyny. 10 listopada Victor starł się z Wittgensteinem pod Smolanami. 16 listopada III Korpus Wielkiej Armii marszałka Neya opuścił Smoleńsk.

### Manewr na Borysów
18 listopada została stoczona bitwa pod Krasnym. 21 listopada resztki korpusu marszałka Neya (1200 ludzi) dotarły do Orszy. Pomimo tego Napoleon wydostał się z pułapki. Ostatnie ciężkie straty Francuzi i ich sojusznicy ponieśli podczas przeprawy przez rzekę Berezynę na terenach dzisiejszej Białorusi. W tej ostatniej wielkiej bitwie szczególnie odznaczyły się, ale też największe straty poniosły, oddziały polskie.
Nad Niemen wróciło tylko nieco ponad 10 tys. skrajnie wyczerpanych żołnierzy. Napoleon I opuścił 5 grudnia w Smorgoniach resztki swej Wielkiej Armii i śpiesznie wrócił do Francji, gdzie planowany był kolejny spisek przeciw jego panowaniu.

## Skutki

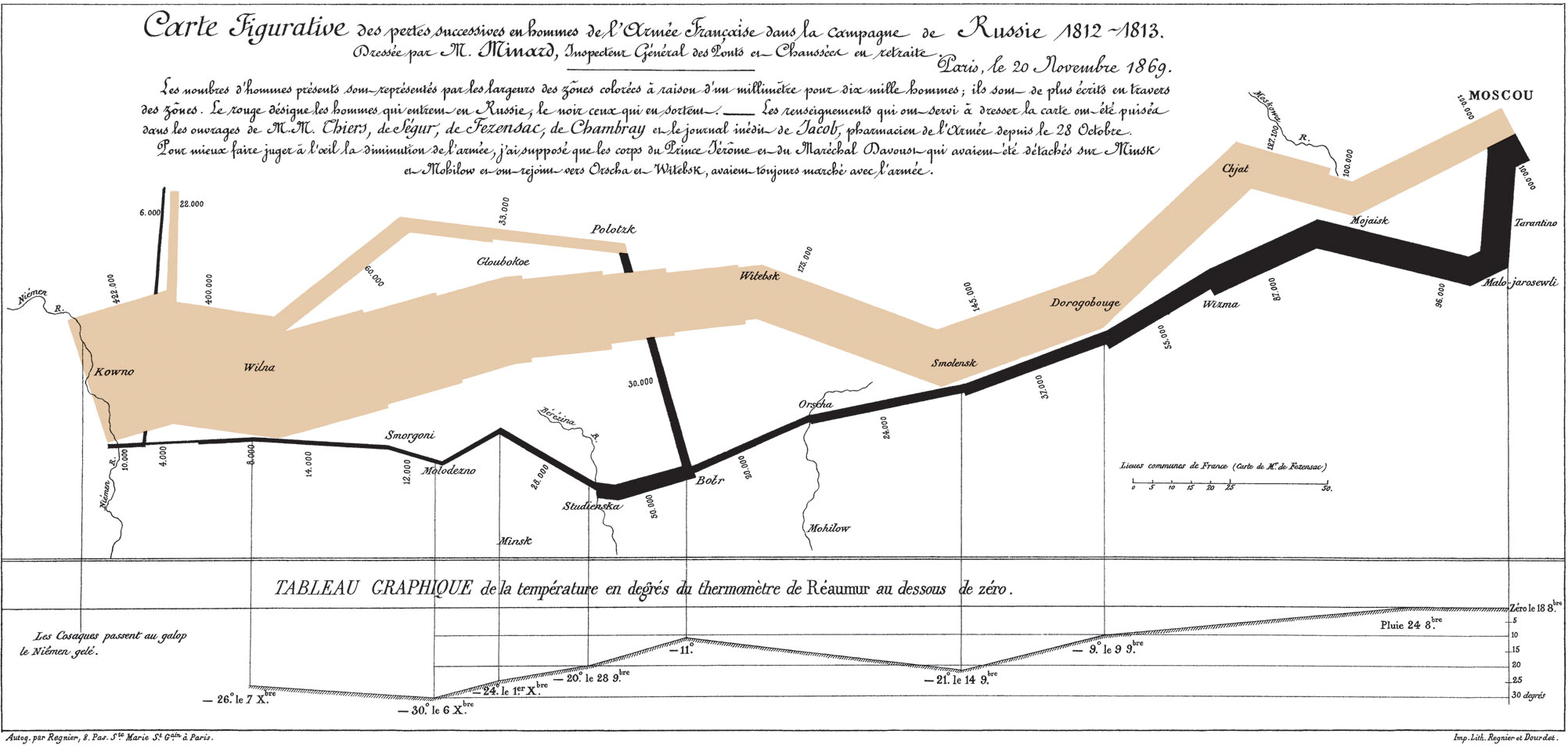
Wykres Minarda pokazujący spadek liczebności Wielkiej Armii

Wyprawa Napoleona I na Moskwę była początkiem końca jego dominacji w Europie. Wielka Armia, która w czerwcu 1812 roku liczyła ponad 400 tysięcy, zmalała do zaledwie 10% tej liczby. Napoleon stracił łącznie w Rosji ok. 580 tys. żołnierzy, z tego ok. 200 tys. zabitych, 180–190 tys. wziętych do niewoli, blisko 130 tys. dezerterów i ok. 50 tys., którzy przeszli na stronę wroga. Tych ostatnich w większości ukryli Rosjanie (chłopi, mieszczanie, szlachta). Z 47 tys. Gwardii Cesarskiej, która weszła do Rosji, po pół roku pozostało kilkuset. Napoleon stracił także 1200 armat.
Rosjanie stracili w kampanii ok. 210 tys. żołnierzy, z tego w szeregi armii powróciło ok. 40 tys. Straty korpusów walczących na pomocniczych kierunkach i w pospolitym ruszeniu to ok. 40 tys. żołnierzy.
Na początku 1813 roku w rosyjskiej niewoli przebywało ok. 150 tys. żołnierzy w obozach, a ok. 50 tys. w aresztach u mieszkańców Rosji. 50–80 tys. zmarło od ran i chorób do końca 1812 roku. W 1813 roku jeńców z obozów przetransportowano w dwóch kierunkach: na południe w rejon Tambow–Odessa i na wschód na Powołże i Syberię. W szczególnie złej sytuacji byli żołnierze i oficerowie Polacy, Litwini oraz Białorusini, ze względu na poddaństwo cesarzowi Aleksandrowi i obowiązek służby wojskowej w rosyjskim wojsku imperialnym (zdrada lub dezercja). Wszystkich Polaków wcielono do pułków granicznych wojska rosyjskiego i skierowano na Kaukaz, na południową Syberię lub Ałtaj. W tym czasie trwały tam wojny z Imperium Osmańskim. W większości zostali oni wcieleni do terskich i kozackich pułków, jako najwierniejszych pułków imperatora.
Okólnikiem (rozporządzeniem) Ministerstwa Spraw Wewnętrznych Imperium Rosyjskiego z dnia 14 lipca 1813 roku pozwolono jeńcom przyjąć obywatelstwo rosyjskie. Kto chciał je uzyskać, musiał złożyć i podpisać przysięgę na wieczne poddaństwo Rosji. Po podpisaniu przysięgi nowi obywatele Rosji w ciągu dwóch miesięcy musieli określić, co chcą robić. Wybór pracy zależał od ich położenia socjalnego we Francji. Po określeniu przyszłej profesji otrzymywali oni ulgi w podatkach na 10 lat. Francuzi nie mieli prawa osiedlać się i przebywać w ważnych dla Rosji rejonach strategicznych, szczególnie na zachodzie (Polska, Litwa, Łotwa, Estonia, Finlandia i Besarabia). Zabronione było osiedlanie się w stolicach, Moskwie i Petersburgu. 2 sierpnia 1814 roku ukazem darowano wolność „niewolnikom wszystkich narodów, którzy złożyli przysięgę na poddaństwo Rosji”. Mogli za zezwoleniem wyjechać z Rosji na własny koszt. W sierpniu 1814 roku prawie 2 tys. byłych jeńców zebrano w Rydze i odprawiono statkami francuskimi do Francji. W latach następnych wracali do ojczyzny w większości oficerowie, którym rodzina przysłała pieniądze. Część żołnierzy szła do Francji piechotą. W Rosji pozostali tzw. „kombatanci francuscy”. Osiedlanie byłych jeńców w Rosji było różnorodne. Większość zamieszkała na wsi i stała się chłopami. Otrzymywali oni od państwa domostwa. Były też przypadki kupowania jeńców francuskich i zapisywania ich jako chłopów (w większości zatrudnianych jako guwernanci i nauczyciele języków). Osiadli Francuzi przybierali rosyjskie imiona i nazwiska lub zmieniali nazwiska poprzez dodanie końcówek lub przedrostków. Większość osiadłych przechodziła na prawosławie. Oficerowie po kilku latach wstępowali do armii rosyjskiej. Ich synowie i wnukowie dosłużyli się w armii rosyjskiej stopni generałów i admirałów.
Cesarz Francuzów nie potrafił ocenić znaczenia przestrzeni i klimatu Rosji. Klęski, jaką poniósł, nie były w stanie zrównoważyć jego przyszłe, błyskotliwe zwycięstwa w bitwach pod Lützen czy Dreznem. Kolejna koalicja zdołała zgromadzić armie tak wielkie, że pod Lipskiem nie mógł już im podołać.
W rezultacie, po tzw. „kampanii zimowej”, rozgrywanej na terytorium Francji, Cesarz Napoleon poniósł ostateczną klęskę i zmuszony został do abdykacji. W jej konsekwencji, co potwierdził kongres wiedeński, przestało istnieć Księstwo Warszawskie, a terytorium zostało nazwane Królestwem Polskim z władającym nim Cesarzem / Imperatorem Rosji jako Królem Polski.